# Ястребов Олег Олександрович
Ястребов Олег Олександрович (нар. 16 червня 1978, Харків) — заслужений тренер України, головний тренер крубу олімпійського карате "Тайкан" в Харкові та Харківській області, президент Харківської асоціації карате. Тренер дворазової чемпіонки світу Ястребової Ганни (2012-2013 рр.) та триразової дефлімпійскої чемпіонки Янчук Карини (2017р.).

## Біографія
Народився і живе у Харкові.
Закінчив Харківську державну академію фізичної культури зі званням магістра фізичної культури та ЛФК.
Одружений з дворазовою чемпіонкою світу, майстром спорту міжнародного класу, переможницею і призеркою чемпіонатів світу та Європи, міжнародних кубків, заслуженою тренеркою України, технічною директором Харківської асоціації карате, тренеркою клубу «Тайкан» Ястребовою Ганною Сергіївною.
Має дочку та сина.
Після початку російського вторгнення в Україну, разом з дружиною організували евакуацію всіх бажаючих спортсменів клубу разом з батьками у перші дні війни. Згодом створили благодійну волонтерську організацію "Допомога Тайкан", яка займається збором коштей, закупівлею та доставкою необхідних речей.
З березня місяця 2022 року з дружиною також проводять онлайн тренування для дітей.
З вересня місяця 2022 року відкрився перший зал у Львівській області.

## Нагороди
- Чемпіон Європи (2010, 2012 р.р.),
- призер Чемпіонатів Європи та світу (2006-2013 р.р.),
- призер кубків світу і Європи (2006-2016 р.р.),
- чемпіон і призер міжнародних турнірів (2005-2020 р.р.),
- багаторазовий чемпіон та призер чемпіонатів України (2004-2018 р.р.).
- орден «За мужність» III ступеня за підготовку триразової чемпіонки Дефлімпійських ігор (2017 р.)[1]

## Спортивна кар'єра
- заслужений тренер України
- III міжнародний дан
- майстер спорту України міжнародного класу
- інструктор міжнародної категорії D
- президент Харківської асоціації карате
- головний тренер клубу «Тайкан»

## Тренерські результати
- 3 золота на Дефлімпіаді 2017 року (ЯНЧУК К.),
- 4 золота на Чемпіонатах світу,
- 5 золотих медалей на Чемпіонатах Европи,
- близько 50 призових місць на чемпіонатах вищого рівня,
- понад 400 призових місць на міжнародних турнірах.